# Aéroport Antoine-de-Saint-Exupéry
Ne doit pas être confondu avec Aéroport de Lyon-Saint-Exupéry.
L’aéroport Antoine De Saint-Exupéry (code IATA : OES • code OACI : SAVN • code FA Argent. (es) : SAN) est un aéroport situé à San Antonio Oeste, en Argentine.
Il a été nommé en l’honneur de l’aviateur français Antoine de Saint-Exupéry.